# Kim Hiền (diễn viên)
Nguyễn Thị Kim Hiền, thường được biết đến với nghệ danh Kim Hiền (sinh ngày 6 tháng 1 năm 1982), là một nữ diễn viên, người mẫu kiêm người dẫn chương trình người Việt Nam. Cô được biết đến qua các bộ phim Dốc tình, Hương phù sa, Ngũ quái Sài Gòn, Mùi ngò gai, Gia đình phép thuật, Thiên Mệnh Anh Hùng và Mỹ nhân.

## Tiểu sử
Kim Hiền tên đầy đủ Nguyễn Thị Kim Hiền, sinh ngày 6 tháng 1 năm 1982 tại Thành phố Hồ Chí Minh. Cô sinh ra trong một gia đình nghèo khó bên chân cầu Thị Nghè. 
Năm 13 tuổi, Kim Hiền phải chứng kiến cảnh gia đình tan vỡ, ba mẹ Kim Hiền ly hôn, mẹ vào chùa đi tu, cô sống trong tình thương và sự lo lắng, bảo ban của người cha. Thương ba lận đận cảnh "gà trống nuôi con". Thật khó khăn khi một cô bé đang trong tuổi phát triển tâm sinh lí mà không có mẹ bên cạnh mặc dù ba rất thương và thông cảm cho Hiền.
18 tuổi, Hiền trở về ở với ông bà ngoại. Nhà ngoại khá giả nhưng Hiền không bao giờ xin tiền. Đi học gửi xe không có đồng nào trong túi, Hiền phải "diễn" với chú bảo vệ, giả vờ loay hoay lục cặp rồi nói, chú ơi con quên tiền... Màn "diễn" ấy thành công, Hiền được "miễn" tiền gửi xe.
Chính quãng thời gian sống trong vất vả đã hình thành cho Kim Hiền nghị lực sống. Cô luôn tìm cách vượt qua mọi trở ngại để theo đuổi đam mê của bản thân. Với niềm yêu thích diễn xuất từ nhỏ, cô đã rèn luyện, học hỏi để rồi sau này cô bén duyên với con đường nghệ thuật thứ 7 - được khán giả biết đến là một diễn viên nổi tiếng Kim Hiền.
Kim Hiền là tuýp người rất mực hồn nhiên, trong sáng và luôn vui vẻ. Cô từng chia sẻ rằng: "Mong muốn lớn nhất của Hiền là con đường nghệ thuật đừng bỏ rơi Hiền và nhận được một kịch bản hay".

## Sự nghiệp
Hiền đến với nghề diễn thật tình cờ. Từ khi học lớp 5, được đạo diễn Lê Cường rủ tham gia đoàn kịch Tuổi Ngọc. Hiền nói với đạo diễn Lê Cường: "Nhà con nghèo, không có tiền đâu". Thế là Hiền được học miễn phí.
Kim Hiền đến với nghệ thuật múa từ năm 9 tuổi. Năm 11 tuổi cô tham gia cùng nhóm thiếu nhi thuộc Nhà Văn hóa Thiếu nhi TP.HCM trong phim Cổ tích Việt Nam cuốn đầu tiên được sản xuất bởi Hãng phim Phương Nam. Năm 12 tuổi, Hiền sinh hoạt tại đội kịch Tuổi Ngọc và được nhận vai diễn đầu tiên là Bạch Cốt Tinh trong video ca nhạc "Tây Du Ký" (Đường chúng ta đi) do Quang Vinh và Tăng Vỹ Văn thể hiện  từ cuốn băng VHS ca nhạc tạp kỹ thiếu nhi "Ca khúc em thích - Sa mạc mến thương" do Hãng phim Trẻ cùng Kim Lợi Studio sản xuất năm 1995. Hiền còn tham gia bộ phim "Cát bụi hè đường". Với vai diễn thứ hai trong bộ phim "Cánh chim mặt trời", Hiền đã được nhận giải Diễn viên nhí xuất sắc cho thể loại phim truyện nhựa.
- Trong bộ phim đầu tiên "Cát bụi hè đường", Hiền đóng vai một em bé ăn xin được một ông già đón về nuôi. Hiền nhập vai rất tự nhiên. Một lần diễn ngoài đường phố, Hiền còn được người ta cho tiền và bánh mì.
- Lên lớp 6, Hiền tham gia bộ phim "Cánh chim mặt trời". Cũng trong vai một em bé nghèo lang thang. Sau này khi nhận vai Thúy "bụi" trong bộ phim "Ngũ quái Sài Gòn", vẫn là một cô bé nghèo khó lạc mẹ phải bán hột vịt lộn kiếm sống qua ngày.

Hiền bắt đầu được nhắc đến nhiều sau khi bộ phim "Dốc tình" được trình chiếu trên các kênh HTV và VTV1, trong vai một cô gái trẻ đau khổ vì yêu bởi là người thứ ba. Tiếp đến phim "Hương phù sa", hay "Mùi ngò gai" cũng nhận vai "người thừa".
Được phân vai nào, Kim Hiền cũng vui vẻ nhận và cố gắng diễn hết sức mình. Sự trưởng thành trong diễn xuất của cô dần được khẳng định qua từng vai diễn.
Đôi mắt tinh anh, biết nói, cặp môi mỏng hay cười, vóc dáng xinh xắn, cô diễn viên mang tên "Hiền" chuyên trị những vai diễn lí lắc, chua ngoa mà đanh đá. Nhưng Kim Hiền không chấp nhận "lối mòn" ấy mà nay Hiền đã có trong tay những vai diễn mới dễ thương, dịu hiền như chính cái tên của cô. Hiền chia sẻ: "Đôi khi Hiền nhìn vào gương thì thấy mình cũng hiền chứ đâu đến nỗi ác mà các phim liên tục đều nhận vai như vậy! (cười). Nhưng chính nhờ những vai phản diện đầy ấn tượng mà khán giả biết tới tôi nhiều hơn". Vai diễn mà Hiền tự nhận thấy gần gũi với tính cách của mình nhất là Phúc trong "Tuổi yêu" của đạo diễn Nguyễn Thanh Vân. Sau vai đó, cô có vẻ "gỡ gạc" được nhiều, có nhiều fan hơn và được các đạo diễn giao tiếp hai vai hiền trong "Hãy yêu em lần nữa" và "Hạnh phúc mong manh". Hay bộ phim ảo thuật thiếu nhi "Gia đình phép thuật" của đạo diễn Chu Thiên.
Khoảng đầu thập niên năm 2000, Kim Hiền xuất hiện với tư cách diễn viên trong ca khúc Huyền thoại Ngũ Hành Sơn của ca sĩ Tường Nguyên từ Chương trình Paris By Night 59 - Cây đa bến cũ của Trung tâm Thuý Nga.
Kim Hiền liên tiếp nhận được những lời mời đóng phim từ khi tuổi còn nhỏ như: Cát bụi hè đường, Cánh chim mặt trời,... Cô chính thức bước vào nghề diễn xuất chuyên nghiệp với phim Dốc tình. Sau Dốc tình, cô được khán giả biết đến nhiều hơn, nhờ gương mặt góc cạnh, đôi mắt sắc, nụ cười tươi trên khuôn miệng rộng, qua hàng loạt phim như Hương phù sa, Ngũ quái Sài Gòn, Mùi ngò gai, Tuổi yêu, Gia đình phép thuật, Thiên mệnh anh hùng và gần đây nhất là bộ phim Mỹ nhân đã gặt hái được nhiều thành công.
Năm 2012, Kim Hiền cùng đạo diễn Victor Vũ, diễn viên Midu, diễn viên Khương Ngọc được vinh dự lên nhận Giải thưởng đặc biệt của Ban giám khảo dành cho phim truyện: "Thiên mệnh anh hùng" (Việt Nam) tại LHP quốc tế Hà Nội.
Năm 2014, Kim Hiền cùng nữ diễn viên Kim Tuyến đại diện Việt Nam tham dự LHP Cannes 2014 tại Pháp.
Hơn 20 năm theo nghiệp diễn xuất, Kim Hiền đã "sắm" cho mình các giải thưởng lớn nhỏ như: Diễn viên nhí xuất sắc cho thể loại phim truyện nhựa, Nữ diễn viên phụ xuất sắc - Cánh diều vàng, Nữ diễn viên xuất sắc tại LHP lần thứ 19...
Hiện nay, Kim Hiền đã xuất ngoại và sinh sống cùng chồng và gia đình tại Mỹ. Cô vẫn thường xuyên tham gia các hoạt động nghệ thuật tại hải ngoại qua các vở kịch, những bộ phim ngắn tập, thực hiện các dự án riêng trên Youtube cá nhân như "Check in by Kim Hien"... và thi thoảng đi lưu diễn nhiều nơi cùng các nghệ sĩ hài ngoại tại các tiểu bang của nước Mỹ.
Năm 2018, Kim Hiền đã hợp tác cùng ekip và nhà sản xuất học từ Hollywood để cho ra mắt một phim ngắn 5 phút mang tên Love nói về tình yêu mang hơi hướng hơi kinh dị, lời thoại tiếng Anh, trong phim cô vào vai Mary. Mọi người có thể xem phim qua kênh Youtube chính thức của Kim Hiền.

## Đời tư
Năm 2010, Kim Hiền kết hôn với DJ Hoàng Phong sau 6 năm yêu nhau. Họ đã có với nhau một cậu con trai. Nhưng chỉ hai tháng sau lễ cưới, Kim Hiền thông báo vợ chồng cô đã đường ai nấy đi.
Tháng 7 năm 2014, Kim Hiền tái hôn với doanh nhân Andy, sau đó cô tiếp tục sinh con gái thứ hai tại Mỹ.
Cô chính thức định cư năm 2015, sinh sống và chuyển sang công việc kinh doanh tại Mỹ, đến tháng 2 năm 2022 cô đậu kỳ thi công dân và chính thức có Quốc tịch  Hoa Kỳ.

## Tác phẩm

### Phim truyền hình
| Năm  | Tựa phim                  | Vai diễn                                      | Đạo diễn                  | Kênh       |
| ---- | ------------------------- | --------------------------------------------- | ------------------------- | ---------- |
| 1999 | Giã từ cát bụi            | Hằng                                          | Xuân Cường                | HTV7       |
| 2002 | Con gà trống              | Trinh                                         | Nguyễn Quang Dũng         |            |
| 2005 | Dốc tình                  | Thùy                                          | Lưu Trọng Ninh            | HTV9       |
| 2006 | Hương phù sa              | Út Ráng                                       | Võ Tấn Bình               | HTV9       |
| 2006 | Ngũ quái Sài Gòn          | Thúy Bụi                                      | Xuân Cường                | HTV9       |
| 2006 | Mùi ngò gai               | Phương                                        | Chu Thiện / Trần Hữu Phúc | HTV9       |
| 2008 | Tuổi yêu                  | Phúc                                          | Nguyễn Thanh Vân          | HTV7       |
| 2008 | Tình yêu pha lê           | Cẩm Tú                                        | Xuân Cường                | HTV7       |
| 2008 | Khu vườn bí ẩn            | Bà Ngạc Ngư (trong mơ) Bé Nga (hiện đại)      | Lê Lộc                    | HTV7       |
| 2009 | Gia đình phép thuật       | Hoa Hồng Đen                                  | Chu Thiện                 | HTV7       |
| 2009 | Ký ức mong manh           | Hằng                                          | Đặng Lưu Việt Bảo         | HTV7       |
| 2010 | Hạnh phúc mong manh       | Quỳnh Lan                                     | Đặng Minh Quang           | THVL1      |
| 2010 | Lối sống sai lầm          | Thanh                                         | Oh Seung Yuep             | HTV7       |
| 2010 | Cô nàng bướng bỉnh        | Ngọc Khánh                                    | Chu Thiện                 | HTV7       |
| 2011 | Anh và em                 | Thủy Na                                       | Kim Kyo Jung              | VTV9       |
| 2011 | Anh chàng vượt thời gian  | Trúc Lam (hiện đại) Dân nữ Tố Hương (quá khứ) | Hoàng Thiên Trụ           | VTV3       |
| 2012 | Lạc mất linh hồn          | Phương                                        | Lê Minh                   | VTV1       |
| 2012 | Số phận bị đánh cắp       | Thiên Anh                                     | Nguyễn Tiến Dũng          | HTV7       |
| 2013 | Dòng sông không trở lại   | Bích Trâm                                     | Quách Khoa Nam            | SCTV14     |
| 2013 | Thạch lan                 | Kiều Thanh                                    | Xuân Cường                | Let's Viet |
| 2013 | Váy hồng tầng 24          | Thanh Vân                                     | Nguyễn Minh Chung         | VTV3       |
| 2014 | Những ngọn nến lung linh  | Út Đẹp                                        | Nguyễn Minh Cao           | Let's Viet |
| 2014 | Yêu thuê                  | Phương Thùy                                   | Đỗ Mai Nhất Tuấn          | Let's Viet |
| 2014 | Kẻ bội tình               | Thúy Lan                                      | Lý Khắc Lynh              | SCTV14     |
| 2014 | Cây búa màu ánh bạc       | Nhã Mi                                        | Đức Thịnh                 | VTV3       |
| 2014 | Dấu cộng của trái tim     | Hương                                         | Lê Quang Hưng             | HTV9       |
| 2015 | Người thương kẻ nhớ       | Ba Nguyệt                                     | Quyền Lộc                 | Let's Viet |
| 2015 | Góc khuất số phận         | Phương Uyên                                   | Lý Khắc Lynh              | HTV7       |
| 2017 | Cali, Trong nhà ngoài phố | Mai Mai                                       | Bảo Quốc                  | VietFaceTV |
| 2018 | Dạ khúc nguyệt cầm        | Mai Hoa                                       | Vương Quang Hùng          | VTV8       |

### Phim điện ảnh
| Năm  | Tựa phim                   | Vai diễn    | Đạo diễn                           | Nguồn                                    |
| ---- | -------------------------- | ----------- | ---------------------------------- | ---------------------------------------- |
| 1994 | Cát bụi hè đường           | Ngát        | Nguyễn Khánh Dư - Nguyễn Khánh Sơn |                                          |
| 1994 | Cánh chim mặt trời         |             |                                    |                                          |
| 1995 | Người nghèo vẫn cười       | Trâm        |                                    |                                          |
| 1998 | Mảnh đất tình đời          |             |                                    |                                          |
| 2012 | Thiên mệnh anh hùng        | Hoa Hạ      | Victor Vũ                          |                                          |
| 2012 | Nàng men chàng bóng        | Út Hường    | Võ Tấn Bình                        |                                          |
| 2013 | Đam mê                     | Hà Chi      | Phi Tiến Sơn                       |                                          |
| 2014 | Cưới chạy                  | Phương Thùy |                                    |                                          |
| 2014 | Scandal: Hào quang trở lại | Kim Hiền    | Victor Vũ                          |                                          |
| 2015 | Mỹ nhân                    | Tống Thị    |                                    |                                          |
| 2018 | Love                       | Mary        |                                    | Phát hành trên kênh YouTube của Kim Hiền |

### Kịch nói
- Biển (2009)
- Broadway
- Mua bảo hiểm tình
- Don Juan thời đại
- Cầu vồng khuyết
- Cuối đời thương nhớ – Yến Tuyết
- Gió bụi
- Vụ án ở của hàng thịt (Kỳ án Đông Tây kim cổ)
- Ngôi mộ không yên tĩnh (Kỳ án Đông Tây kim cổ)
- Sông về biển lớn (2017)
- Cali, Trong nhà ngoài phố (2017)
- Vết thù trên lưng ngựa hoang (2017)
- Đấu trường sắc đẹp (2018)
- Trời làm cơn bão (2018)
- Sắc màu (2018)[9]
- Đêm tân hôn (2019)[10]
- Duyên phận (2019)[11]
- Duyên phận 2 (2019)[12]
- Các tác phẩm tại đoàn kịch Tuổi Ngọc
- Và nhiều vở kịch khác.

### Các MV/Phim ca nhạc tham gia
| Năm  | MV                          | Ca sĩ          |
| ---- | --------------------------- | -------------- |
| 2001 | Về đâu 1                    | Trương Đan Huy |
| 2003 | Về đâu 3                    | Trương Đan Huy |
| 2003 | Có em về đây                | Trương Đan Huy |
| 2004 | Giây phút chia xa           | Đàm Vĩnh Hưng  |
| 2007 | Yêu em còn xa               | Đăng Khôi      |
| 2008 | Ngày mưa rơi                | Minh Hà        |
| 2012 | Về đâu mái tóc người thương | Quang Lê       |
| 2013 | Nỗi đau nào cũng qua        | Phan Đình Tùng |
| 2019 | Gặp lại cố nhân             | Ngọc Châu      |

### Biểu diễn trênTrung tâm Thúy Nga–Paris By Night
| STT | Tiết mục                                               | Thể hiện với                                               | Chương trình       | Năm  | Ghi chú              |
| --- | ------------------------------------------------------ | ---------------------------------------------------------- | ------------------ | ---- | -------------------- |
| 1   | MV Ca nhạc: Huyền Thoại Ngũ Hành Sơn (Vũ Đức Sao Biển) | Tường Nguyễn                                               | Paris By Night 59  | 2000 | Nữ chính của ca khúc |
| 2   | Hài kịch: Tình Thân Vô Giá (Hoàng Khôi)                | Thúy Nga, Hoài Tâm, Diệp Tiên, Phùng Ngọc Huy, Khôi Nguyên | Paris By Night 131 | 2021 |                      |

### Youtube cá nhân
| STT | Chương trình         | Tiết mục            | Kênh                                | Năm       |
| --- | -------------------- | ------------------- | ----------------------------------- | --------- |
| 1   | Check in by Kim Hien | Nhiều tập phát sóng | SaiGonTV, Youtube Kim Hien Official | 2019-2022 |
| 2   | Vlogs                | Nhiều tập phát sóng | Youtube Kim Hien Official           | 2018-nay  |

### Ca khúc từng thể hiện
- Mơ làm cánh chim
- Gặp nhau làm ngơ
- Hát cho con - cùng Thụy Anh
- Nhịp đập giấc mơ

### Quảng cáo
- Bioré (2015)

## Chương trình truyền hình
| Chương trình                 | Vai trò           | Ghi chú          |
| ---------------------------- | ----------------- | ---------------- |
| Gia đình tài tử              | Nghệ sĩ khách mời |                  |
| Chuyện nhỏ                   | Người chơi        |                  |
| Vitamin cười                 | Diễn viên         |                  |
| Bước nhảy hoàn vũ            | Người chơi        |                  |
| Lấp lánh ánh sao             | MC                |                  |
| Thăm nhà người nổi tiếng     | Diễn viên         |                  |
| Lữ khách 24h                 | Nghệ sĩ khách mời |                  |
| Sao Việt ngày ấy             | Nghệ sĩ khách mời |                  |
| Những em bé thông minh       | MC                |                  |
| Miss Earth                   | MC & Ca sĩ        |                  |
| Trò chơi âm nhạc             | Ca sĩ             |                  |
| Nhật ký Không Độ             | MC                |                  |
| Hot Music                    | Ca sĩ             |                  |
| Bốn mùa yêu thương           | Ca sĩ             |                  |
| Ăn vặt cùng người nổi tiếng  | Nghệ sĩ khách mời |                  |
| Chat với mẹ bỉm sữa          | MC                | Phiên bản tại Mỹ |
| Vợ chồng son                 | MC                | Phiên bản tại Mỹ |
| Kỳ án Đông Tây kim cổ        | Diễn viên         |                  |
| Đồng vàng                    | Diễn viên         |                  |
| Nghệ thuật kim cổ (Talkshow) | Diễn viên         |                  |
| Người kết nối                | Nghệ sĩ khách mời |                  |

## Giải thưởng
- Giải Diễn viên nhí xuất sắc ở thể loại phim truyện nhựa: phim Cánh chim mặt trời.[14]
- Năm 2013: Con trai Kim Hiền là Sonic được trang Ngoisao.net bình chọn cho danh hiệu "Nhóc Tỳ của năm - 2013".[15]
- Giải Cánh diều Vàng 2015: Nữ diễn viên phụ xuất sắc Phim điện ảnh Mỹ nhân (2015).[16]
- LHP Việt Nam lần thứ 19: Nữ diễn viên phụ xuất sắc nhất (2016).[17]

## Vinh dự
- Năm 2007, Kim Hiền vinh dự được hãng thời trang danh tiếng Salvatore Ferragamo chọn lựa để trao chiếc túi xách Fiera Diaper để ghi nhận những đóng góp về nghệ thuật của cô.[3]
- Năm 2012, Kim Hiền cùng đạo diễn Victor Vũ, diễn viên Midu, diễn viên Khương Ngọc được vinh dự lên nhận Giải thưởng đặc biệt của Ban giám khảo dành cho phim truyện: "Thiên mệnh anh hùng" (Việt Nam) tại LHP quốc tế Hà Nội.[5]
- Năm 2014, Kim Hiền cùng nữ diễn viên Kim Tuyến đại diện Việt Nam tham dự LHP Cannes 2014 tại Pháp.[6]